# Fluvidona petterdi
Fluvidona petterdi е вид коремоного от семейство Hydrobiidae. Видът е критично застрашен от изчезване.

## Разпространение
Разпространен е в Австралия (Нов Южен Уелс).